# Kirchhofkapelle (Westheim)

Westheim, Kirchhofkapelle

Die Kirchhofkapelle in Westheim (Gemeinde Rosengarten, Landkreis Schwäbisch Hall) ist ein historischer Sakralbau. Sie befindet sich auf dem ehemaligen Friedhof neben der Pfarrkirche St. Martin.
Auf den Fundamenten einer älteren Kapelle wurde der Bau um 1400 im gotischen Stil errichtet und hat einen fast viereckigen Grundriss. Der Altarraum trägt ein Kreuzgewölbe mit Rippen. Am Chor und im Schiff befinden sich kleine, ungeteilte Spitzbogenfenster. Im Untergeschoss befindet sich ein Beinhaus. Zur Ausstattung zählt der Grabstein eines Pfarrers Seiferheld († 1792) im Stil des Rokoko.
Nachdem der Friedhof 1838 aufgegeben wurde, verfiel die Kapelle. Sie wurde 1986 bis 1988 restauriert und kann heute wieder für religiöse Feiern genutzt werden.